# オレグ・カッシーニ

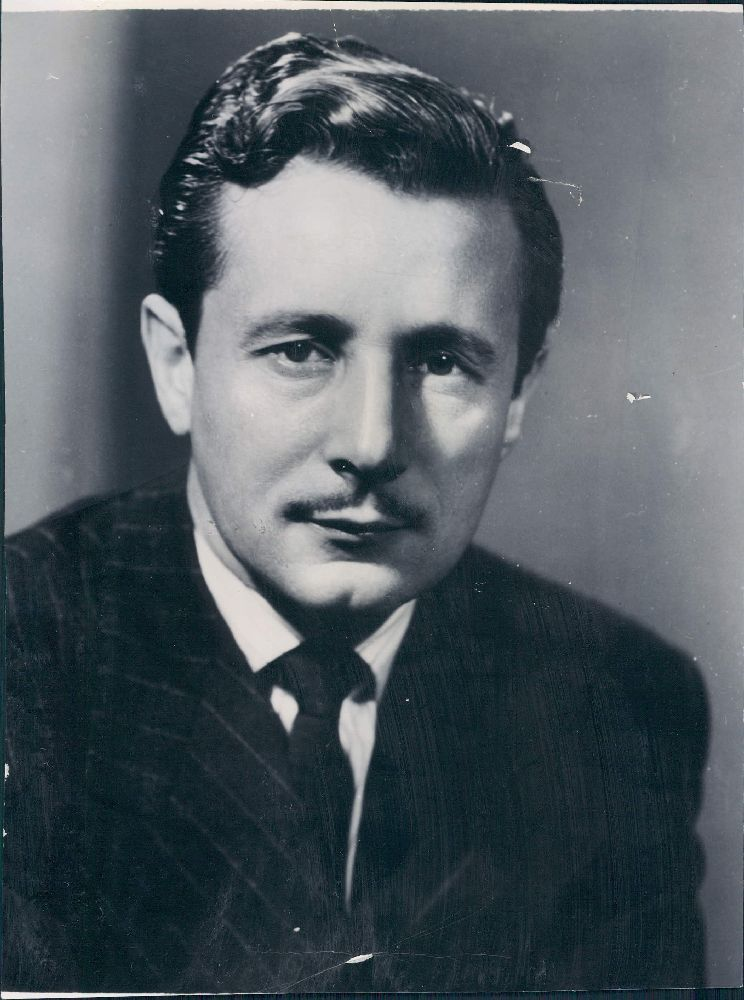
Oleg Cassini (1955)

オレグ・カッシーニ（Oleg Cassini, 1913年4月11日 - 2006年3月17日）は、フランス生まれのアメリカ人ファッションデザイナー。数々のハリウッドスターたちの衣装や、時代を彩ったセレブリティたちのドレスデザインを担当した。特に、ジャクリーン・ケネディ（ジャクリーン・ケネディ・オナシス）のパーソナルデザイナーとして知られ、そのデザインは「ジャッキー・ルック」として世界を席巻した。Aラインやタイトなドレスライン、またエンパイアなどのデザインスタイルは今日もなお多大な影響を与えている。

## 経歴
生家は、由緒のあるロワウスキー伯爵家で、父親のアレクサンダーは外交官でウィリアム・マッキンリー政権、セオドア・ルーズベルト政権時にはアメリカ合衆国のロシア大使を務めた。1918年、前年のロシア革命の影響で一家はロシアを去り、その後ヨーロッパ各地を経てフィレンツェに移ることになる。オレグ自身はフィレンツェで教育を受け、イタリア語が堪能であったが、その他にフランス語、ロシア語、オランダ語も話せたという。
その後、アメリカに移住する。当初はテニスプレイヤーであった。あるトーナメント出場時に映画会社パラマウント・ピクチャーズの社長と知り合い、衣裳デザイナーを探していた社長がオレグを抜擢、1940年代以降のパラマウント映画の衣裳デザインを担当することとなった。

## 「ハリウッドからホワイトハウスまで」
その顧客は「ハリウッドからホワイトハウスまで」といわれた。マリリン・モンローやナタリー・ウッド、かつて婚約者であったグレース・ケリーなどのハリウッド黄金期の女優たちや、フェイ・ダナウェイ、キム・ベイシンガー、レネー・ゼルウィガー、テイラー・スウィフトなど、時代を超えてアメリカのセレブリティ・ファッションをリードしてきた。
カッシーニの名声を確たるものとしたのは、1961年から1962年までファーストレディであったジャクリーン・ケネディのファッションを担当したことにあった。シンプルで清潔感のあるラインを基本にした新しい時代を映したカッシーニのスタイルは「ジャッキー・ルック」ともてはやされた。